# Titusville (Florida)
Titusville város az Amerikai Egyesült Államok Florida államában, Brevard megyében, melynek megyeszékhelye. Lakosainak száma 48 789 fő (2020. április 1.).

## Népesség
A település népességének változása:

| 2010 | 43 761 |
| 2020 | 48 789 |